# گوهر خان
گوهر خان (به انگلیسی: Gauhar Khan) (زاده ۲۳ اوت ۱۹۸۳) بازیگر، مدل هندی است.
از فیلم‌هایی که وی در آن نقش داشته‌است می‌توان به آن:مردان وظیفه شناس اشاره کرد.

## فیلم‌شناسی
فهرست برخی از فیلم‌هایی که گوهر خان در آنها به ایفای نقش پرداخته است:
- آن:مردان وظیفه شناس
- چقدر باحال هستیم ۳
- عروس بدرینات
- عشق زاده
- راکت سینگ
- بیگم جان
- در انتظار تو